# Fiat Seicento

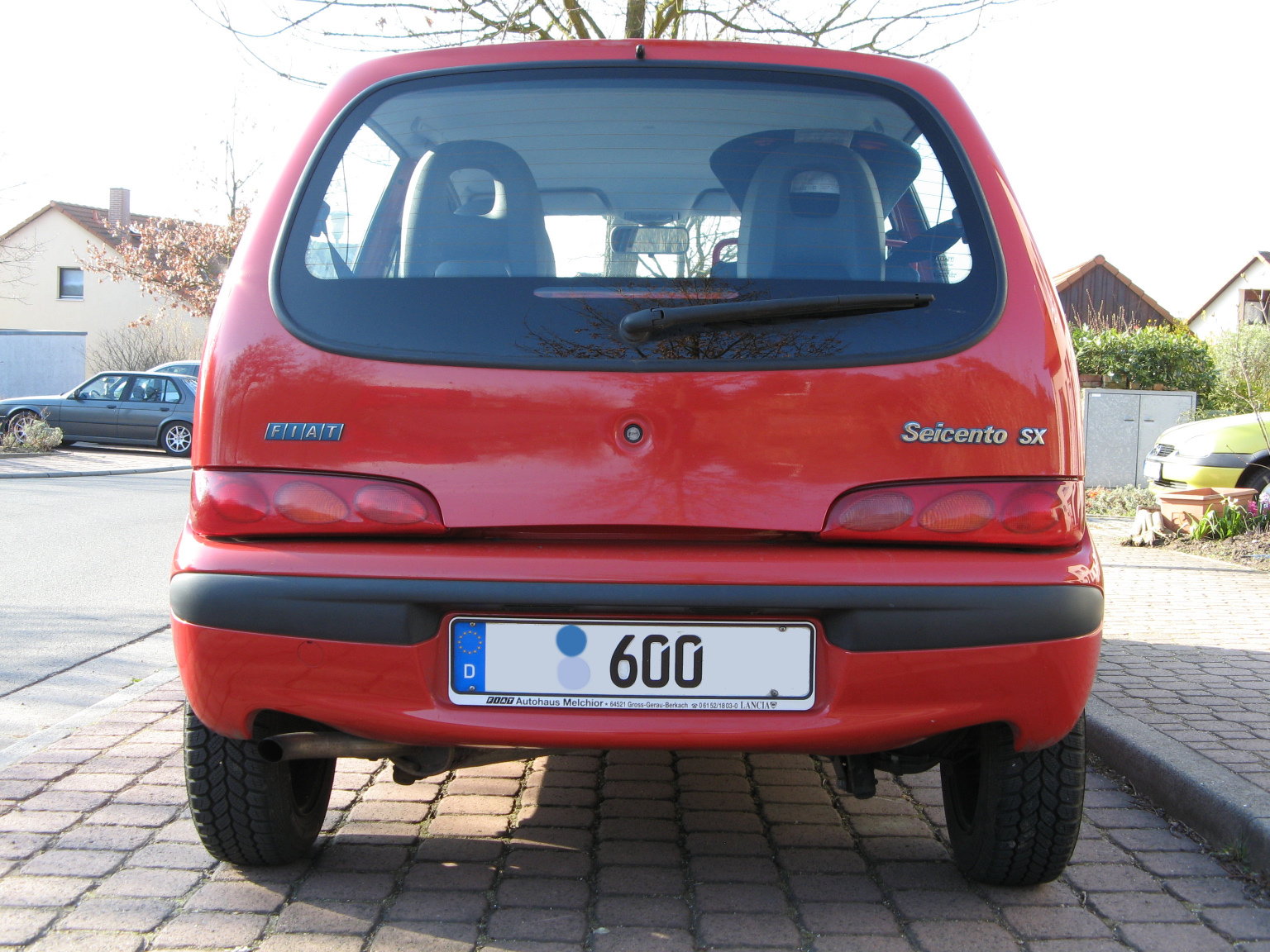
Fiat Seicento (2001-2005)

De Fiat Seicento is een compacte hatchback uit het A-segment die in 1998 is geïntroduceerd als opvolger van de Fiat Cinquecento. De Seicento werd gebouwd in de Fiat-fabriek in Tychy, Polen.

## Details
Bij de introductie in 1998 waren er twee motoren beschikbaar: de 900 i.e. met 39 pk en de 1100 i.e. met 54 pk, beide met singlepoint-injectie. Beide motoren werden al geleverd in de Cinquecento. De Seicento is 9 cm langer dan zijn voorganger en heeft een veel volwassener afwerkingsniveau. In tegenstelling tot de Cinquecento was de 1.1 ook leverbaar in andere uitvoeringen naast de Sporting. De Sporting is de sportieve variant die zich niet in extra vermogen onderscheidt, maar wel in een verlaagd onderstel, korte overbrengingsverhoudingen van de transmissie en een sportieve uitmonstering met onder meer in kleur meegespoten bumpers met breedstralers en extra luchtinlaten. Ook het interieur wijkt af met een grote snelheidsmeter met daaromheen een rij controlelampjes en de toerenteller die is verhuisd naar een losse behuizing centraal onder de voorruit.
In 2001 kreeg de Seicento een facelift. De 0.9 ruimde daarbij het veld en de 1.1 werd onder handen genomen en kreeg multipoint-injectie. Door de wijzigingen heeft de 1.1 een hoger koppel bij een lager toerental. Verder werd de Seicento ook optisch gewijzigd: de luchtopeningen in de bumper werden groter, de knipperlichten werden groter en hadden voortaan wit glas en het nieuwe Fiat-logo verscheen op de motorkap. Na de komst van de nieuwe Fiat Panda werden er in 2004 nogmaals kleine wijzigingen doorgevoerd. Vanaf toen waren in carrosseriekleur gespoten bumpers standaard. Daarnaast waren het ventilatiesysteem en de geluidsisolatie verbeterd. Er kwamen drie nieuwe kleuren beschikbaar: Vanilla Yellow, Sparkling Light Blue en Cocktail Blue. De bekleding was voortaan een combinatie van grijs-oranje of grijs-blauw. In 2005 werd de naam Seicento ter ere van het vijftigjarige bestaan van de Fiat 600 voortaan in cijfers uitgedrukt. Ook kwam er een speciale 50th Anniversary uitvoering op de markt, die met diverse pastelkleuren was te leveren en zich verder onderscheidde door de streep over de motorkap, dak en flanken. In 2007 verdween de 600 uit het gamma, maar voor overige markten is de 600 nog tot 2010 door geproduceerd.
De Seicento was op speciale bestelling net als voorganger Cinquecento als Elettra met elektrische aandrijving te verkrijgen. De Seicento Elettra biedt onveranderd plaats aan vier personen en bagage en heeft verder een energie recirculatiesysteem zodat de 41 pk sterke Elettra bij remmen zuinig met energie omspringt.
In 2000 werd de Seicento aan de Euro NCAP-botsproeven onderworpen. Hier behaalde het model 1,5 ster en 12 punten. Omdat er een hoog risico is op levensbedreigend letsel in de zijdelingse botsing, is de laatste ster doorgehaald. Doordat een bestuurdersairbag niet standaard was, kan het stuur ernstig letsel veroorzaken voor het hoofd van de bestuurder bij een botsing. Door het ineengestorte passagierscompartiment wordt de leefruimte van de bestuurder aangetast, waardoor de borstkas van de bestuurder contact had met het stuurwiel. De bestuurder gleed ook naar voren in zijn gordel, wat kan leiden tot ernstig letsel van de buik. De impact op de knieruimte was agressief en de voeten worden bedreigd door de beweging van het rempedaal. Het hoofd van de passagier had ook contact met het dashboard. Voor de middelste passagier achterin is slechts een heupgordel aanwezig, wat kan leiden tot ernstige verwondingen voor ruggengraat en buik. In de zijdelingse botsing kunnen de krachten op de buikstreek leiden tot een verhoogd risico op ernstig of fataal letsel. Dit werd veroorzaakt door de positionering van de uitstekende armsteun in de deur.

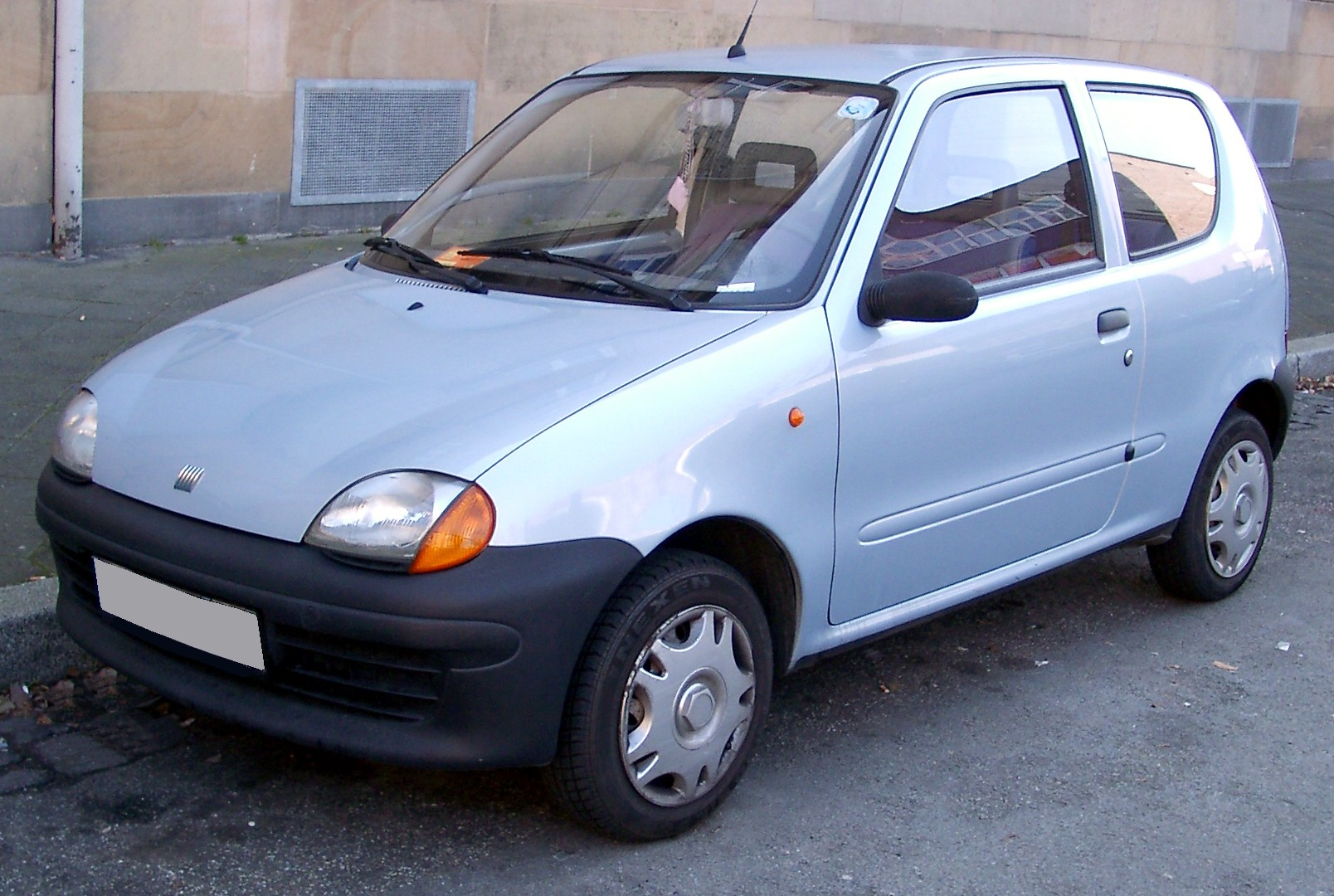
Fiat Seicento (1998-2001)
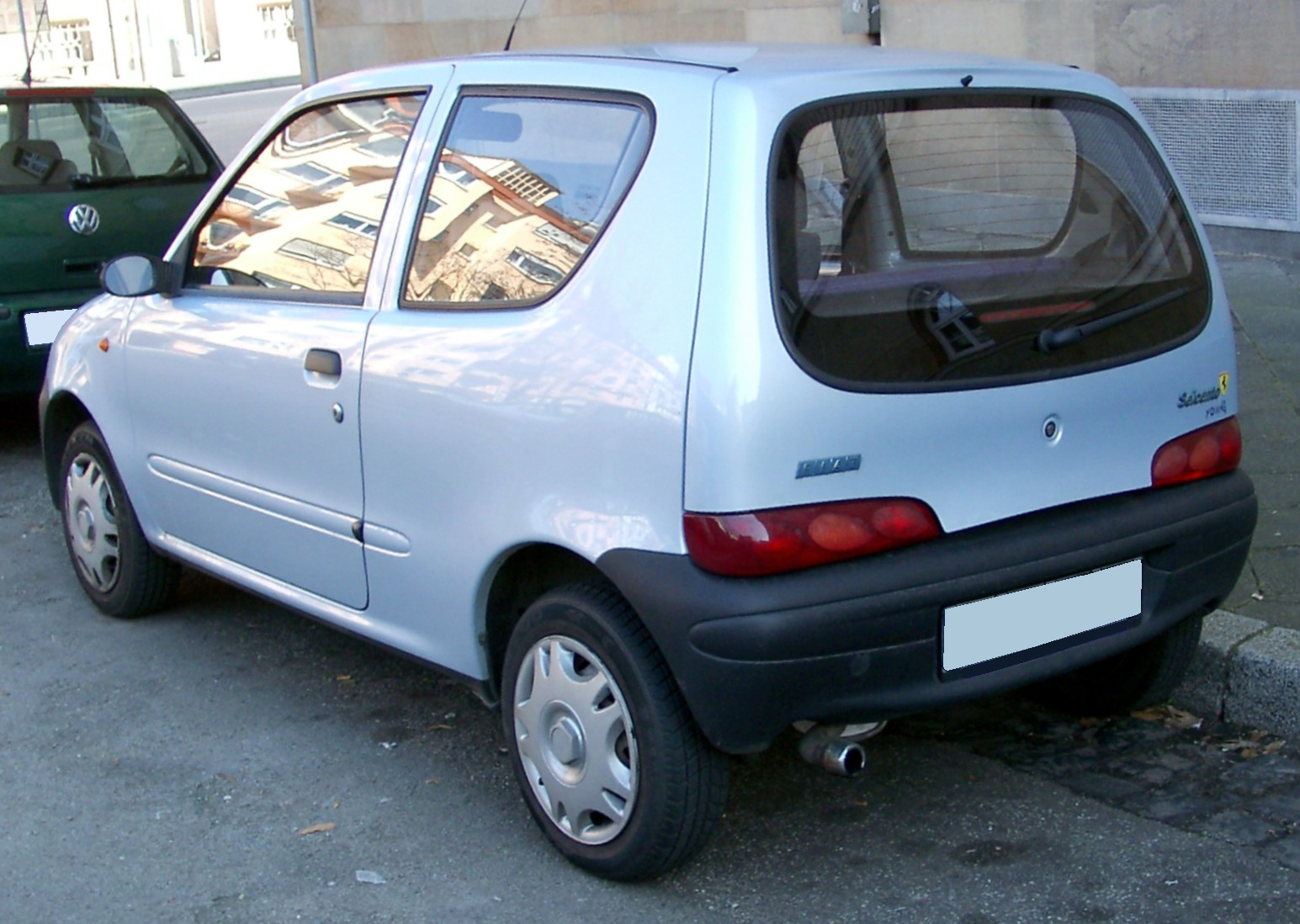
Fiat Seicento (1998-2001)
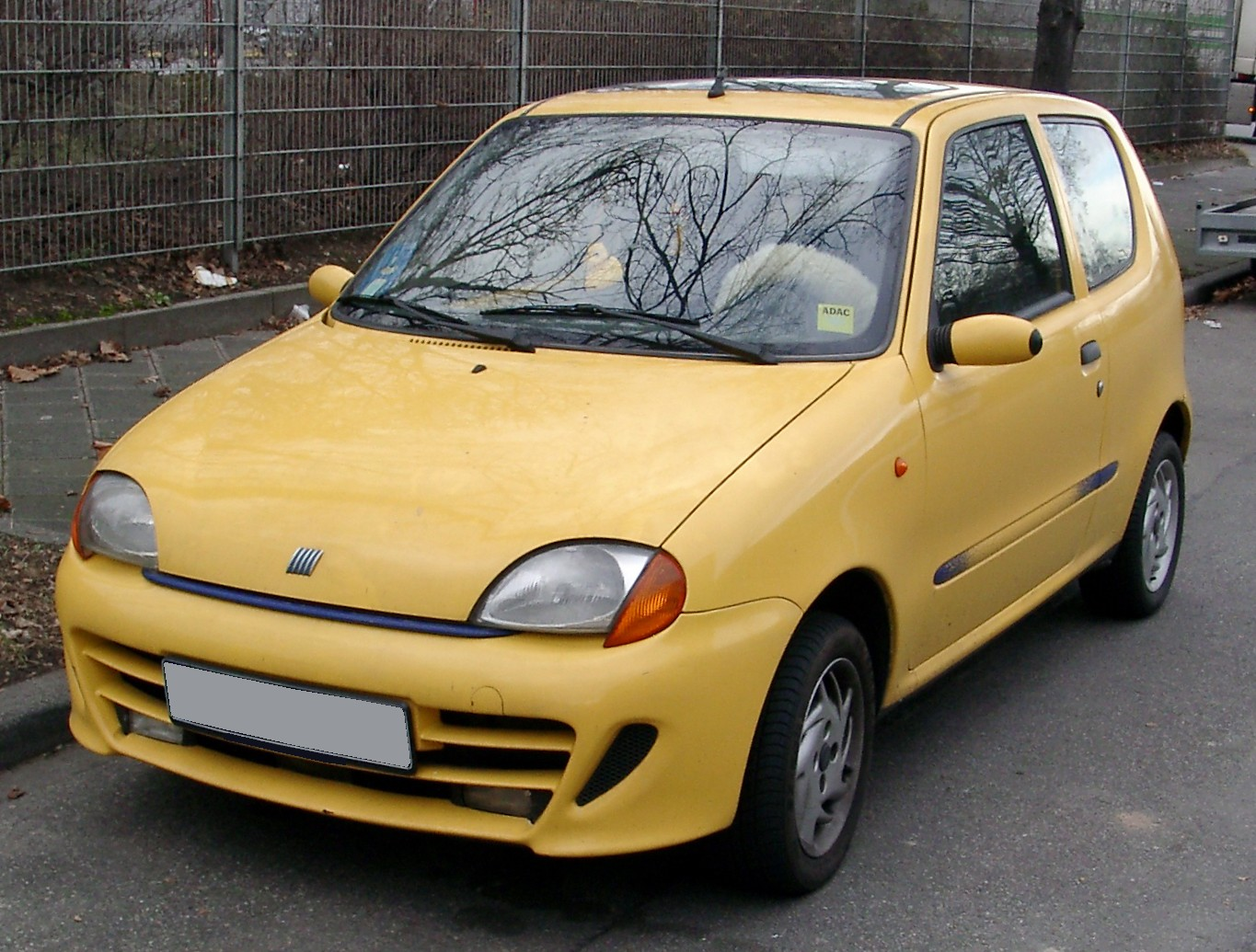
Fiat Seicento Sporting (1998-2001)
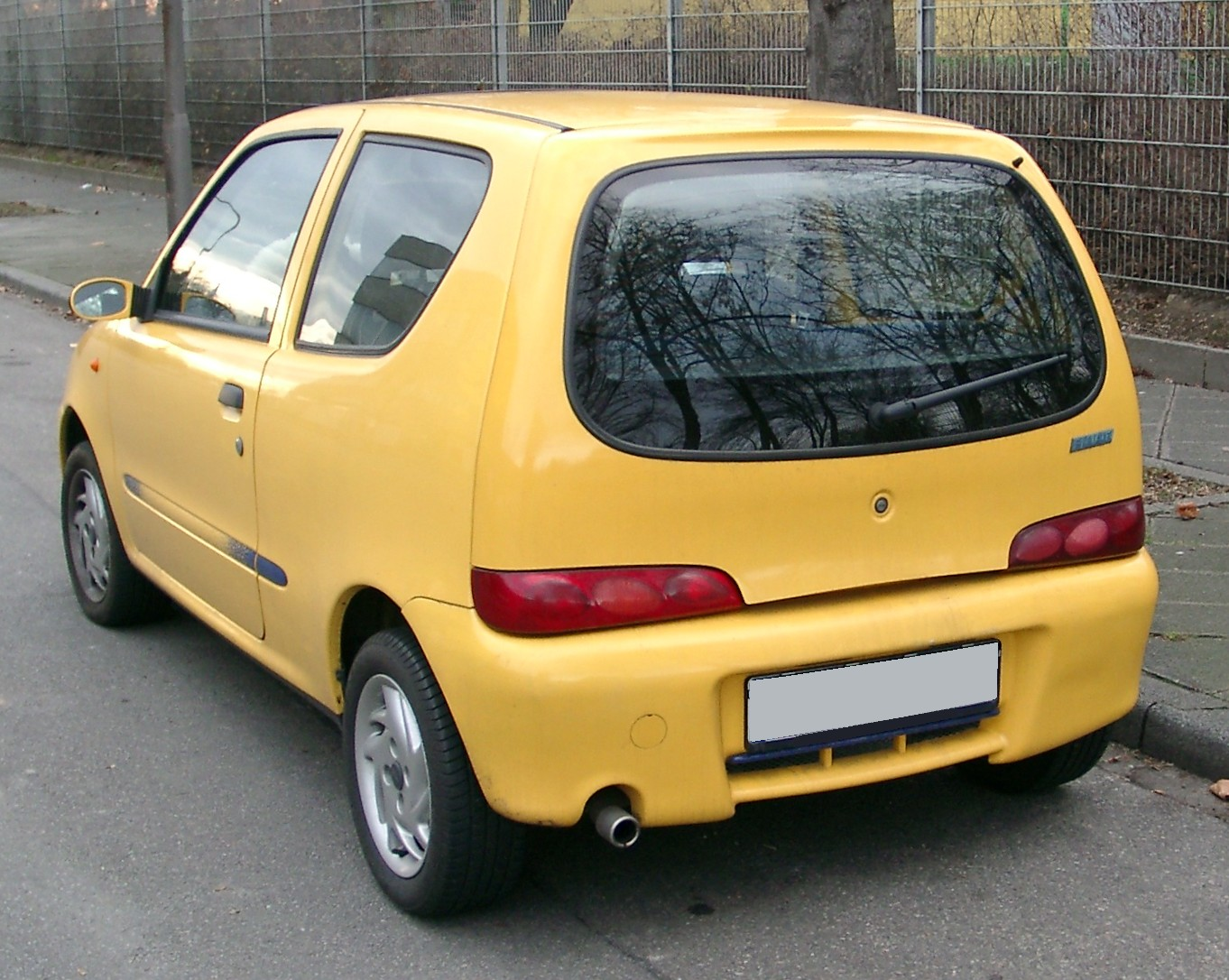
Fiat Seicento Sporting (1998-2001)
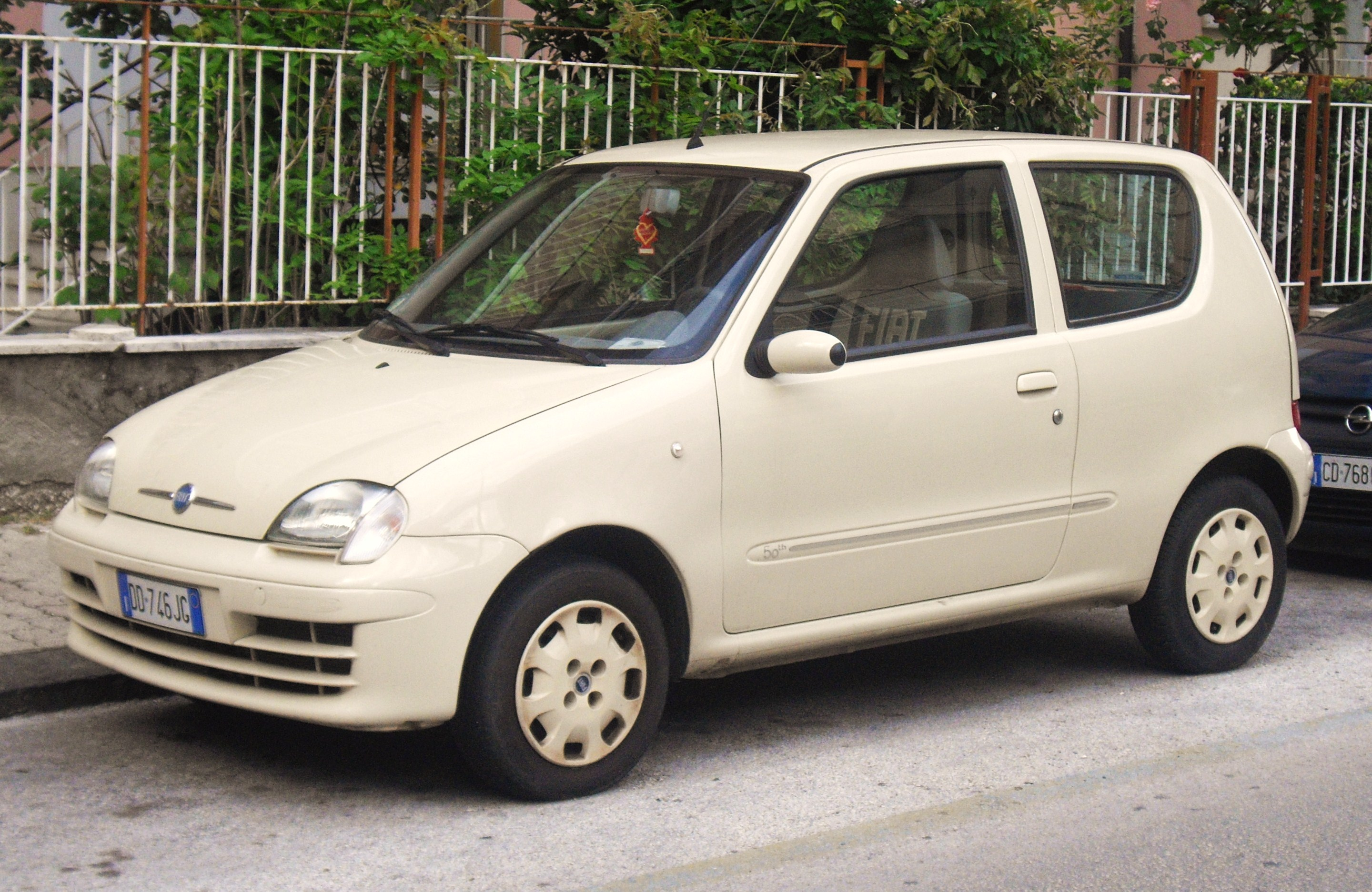
Fiat 600 50th Anniversary (2005-2010)
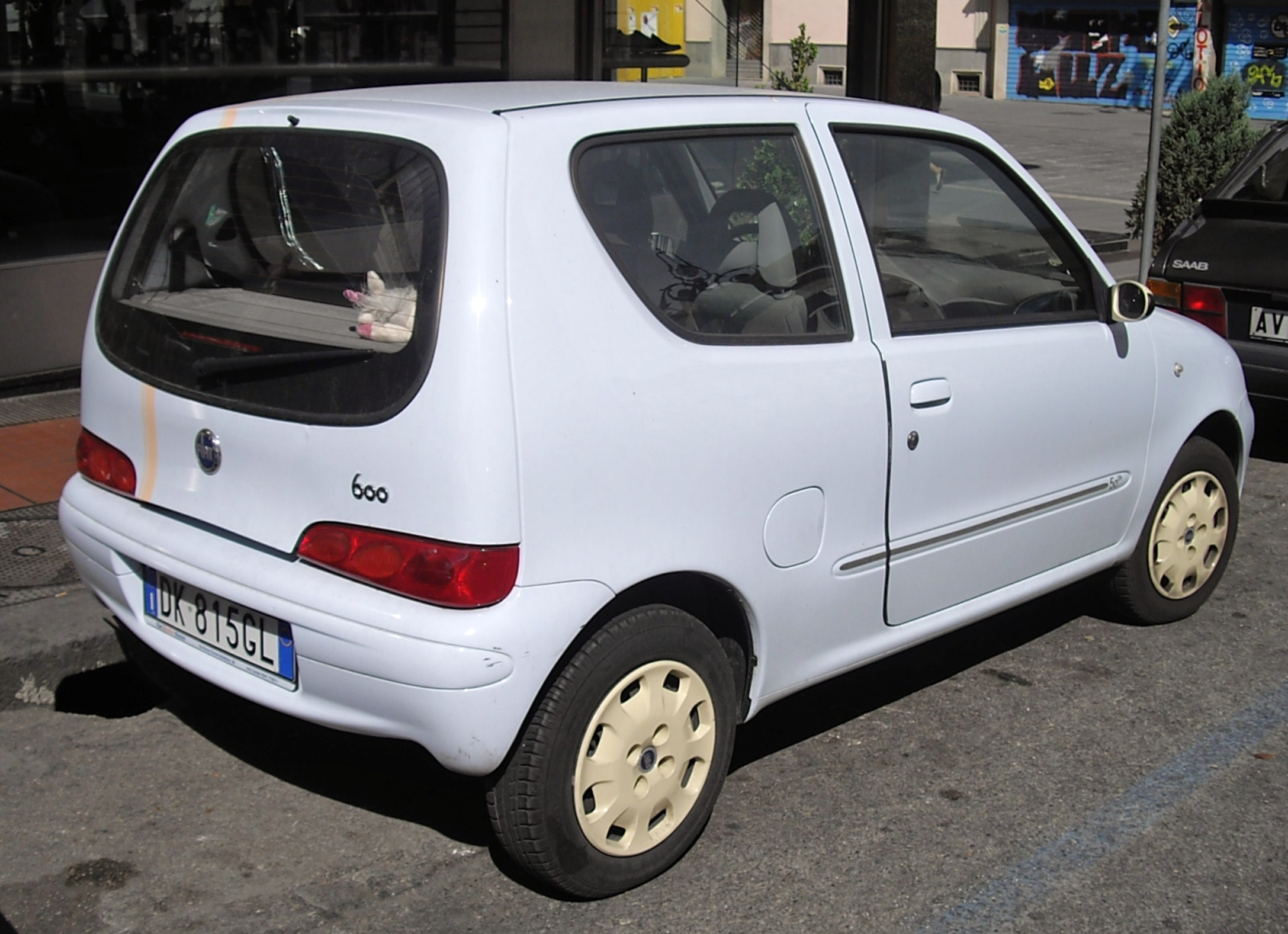
Fiat 600 50th Anniversary (2005-2010)

### Euro NCAP
| Merk en model | resultaat   | voetgangersveiligheid |
| ------------- | ----------- | --------------------- |
| Fiat Seicento | (12 punten) | (13 punten)           |

### Verkoopcijfers per land
- Italië: 724.748
- Polen: 289.302
- Duitsland: 82.287
- Verenigd Koninkrijk: 46.419
- Spanje: 33.474
- Griekenland: 33.411
- Nederland: 33.223
- Frankrijk: 28.150
- Ierland: 10.053

## Motoren
| Type     | Oorsprong | Motorcode | Cilinders | Kleppen | Cilinderinhoud (cc) | Vermogen                | Koppel              | Opmerkingen |
| -------- | --------- | --------- | --------- | ------- | ------------------- | ----------------------- | ------------------- | ----------- |
| 0.9 i.e. | Fiat      | 1170A     | 4         | 8       | 899                 | 39 pk bij 5500 rpm      | 65 Nm bij 3000 rpm  | 1998-2001   |
| 1.1 i.e. | Fiat      | 176B      | 4         | 8       | 1108                | 54 pk bij 5500 rpm      | 86 Nm bij 3250 rpm  | 1998-2001   |
| 1.1 MPI  | Fiat      | 176B      | 4         | 8       | 1108                | 54 pk bij 5000 rpm      | 88 Nm bij 2750 rpm  | 2001-2007   |
| Elettra  | Fiat      | -         | -         | -       | -                   | 41 pk bij 2200-6500 rpm | 130 Nm bij 2200 rpm | 1998-2005   |

Huidige modellen: 
124 Spider ·
500 ·
500e ·
500L ·
500X ·
600 ·
Aegea ·
Argo ·
Cronos · 
Doblò · 
Ducato ·
Fiorino ·
Fullback ·
Linea ·
Palio · 
Panda · 
Punto · 
Qubo ·
Scudo · 
Siena ·
Strada ·
Tipo · 
Ulysse
Historische modellen na de Tweede Wereldoorlog: 
124 · 
125 · 
126 · 
127 · 
128 · 
130 · 
131 · 
132 · 
133 · 
147 · 
148 · 
242 ·
500 ·
600 · 
600 Multipla · 
850 · 
1100 · 
1200 · 
1300/1500 · 
1400/1900 · 
1800/2100 · 
2300 · 
Albea ·
Argenta · 
Barchetta · 
Bianchina ·
Bravo · 
Brío · 
Campagnola · 
Cinquecento · 
Coupé · 
Croma · 
Dino · 
Duna · 
Elba ·
Fiorino ·
Freemont ·
Grande Punto ·
Idea ·
Marea · 
Marengo · 
Mod 5 · 
Multipla · 
Oggi · 
Panorama · 
Penny · 
Prêmio · 
Regata · 
Ritmo · 
Sedici ·
Seicento · 
Spazio · 
Stilo ·
Talento · 
Tempra · 
Tipo · 
Turbina · 
Uno · 
Vivace · 
X1/9
Historische modellen voor de Tweede Wereldoorlog: 
1 · 
1T · 
10 HP · 
12 HP · 
24 HP · 
2B Torpedo · 
4 HP · 
501 · 
502 · 
503 · 
505/507 · 
508 · 
509 · 
510/512 · 
514 · 
515 · 
518 · 
519 · 
520 · 
521 · 
522 · 
524 · 
525 · 
527 · 
60 HP · 
70 · 
801 · 
1100 · 
1500 · 
2800 · 
Brevetti · 
Laundolet · 
Modello O · 
Tipo 2 · 
Tipo Torpedo · 
Topolino · 
Zero